# Deroplia excavata
Deroplia excavata är en skalbaggsart som först beskrevs av Stefan von Breuning 1942.  Deroplia excavata ingår i släktet Deroplia och familjen långhorningar. Inga underarter finns listade i Catalogue of Life.